# Usedom (città)
Usedom è una città del Meclemburgo-Pomerania Anteriore, in Germania.

Appartiene al circondario della Pomerania Anteriore-Greifswald ed è parte della comunità amministrativa (Amt) Usedom-Süd.

## Geografia fisica
La piccola cittadina si trova nella parte sudoccidentale dell'omonima isola, nella cosiddetta Achterland, sulla riva settentrionale del Mare di Usedom, una baia dello Haff di Stettino. Il confine occidentale e settentrionale della città è costituito dal Peenestrom.

### Sobborghi
Alla città di Usedom appartengono:
- Gellenthin
- Gneventhin
- Karnin
- Kölpin
- Mönchow
- Ostklüne
- Paske
- Usedom
- Vossberg
- Welzin
- Westklüne
- Wilhelmsfelde
- Wilhelmshof
- Zecherin

## Storia

### Nome
Il nome della città deriva dal termine slavo uznam. Uznoimia civitas la fu attribuito nel 1125 dal vescovo Ottone di Bamberga nel corso della sua missione nella zona.
Forse Uznoimia deriva dalla parola slava znoj che significa "corrente" (ted. Strom), o anche estuario. Il nome fu mutato più volte: Uznoimi, Uznoim (1175), Uznam, Uznom, Uzdem in Usedum nel 1420.

### Medioevo
Già nel periodo neolitico la zona era abitata e dall'VIII/IX secolo fu occupata da popolazioni slave. Dal X secolo si sa di un insediamento slavo sulla rocca.
L'Urbs Osna, tra il 1115/1119 fu distrutta dai danesi del re Niels (1064 circa – 1134, regnante dal 1103).
Nel 1128 i principi della Pomerania Occidentale abbracciarono, sotto la pressione delle armi, la fede cristiana. La roccaforte di Usedom, centro della terra Wanzlow, fu nominata per la prima volta dal Papa con la conferma del vescovado di Cammin.
La rocca fu ricostruita verso il 1159 ed insieme sorse una città con il suo mercato. Fino alla metà del XIII secolo la località di Usedom fu una delle residenze preferite dei duchi di Pomerania, dopo di che perse questa preferenza a favore di Wolgast e Stettino. Nel 1155 fu eretto il Kloster Grobe, voluto fin dal 1124 dal vescovo Ottone di Bamberga dietro sollecitazione di Boleslao III di Polonia.
Negli anni 1177 e 1178 Usedom fu nuovamente occupata e distrutta dai danesi di Valdemaro I.
Nel XIII secolo, nel corso della colonizzazione tedesca dell'Europa centrale ed Orientale, la cittadina divenne la città capoluogo dell'isola di Usedom.
La cittadina venne citata per la prima volta nel 1240 come vicus e quindi nel 1267 come oppidum. Il 23 dicembre 1298 ottenne dal duca Boghislao IV di Pomerania il privilegio del "diritto di Lubecca".

### Dal XVI al XIX secolo
La città andò distrutta due volte a causa incendi, una nel 1475 e l'altra nel 1688.
Dopo la pace di Vestfalia (1648)  Usedom divenne svedese, come gran parte della Pomerania. Dopo la pace di Stoccolma (1º febbraio 1720, relativa alla grande guerra del Nord) la cittadina passò alla Prussia.

### XX secolo
Nel 1934 fu eretto presso Karnin un ponte ferroviario, che venne distrutto durante la seconda guerra mondiale.
Dopo la riforma amministrativa del 1815 Usedom entrò a far parte della Provincia prussiana di Pomerania e dal 1818 al 1945 appartenne al circondario Usedom-Wollin. Dal 1945 fino al 1952 costituì il circondario di Usedom nel Land del meclemburgo. Entrò quindi a far parte del distretto di Wolgast nella provincia di Rostock.
Il territorio appartiene dal 1990 al Land Meclemburgo-Pomerania Anteriore e dal 1994, nell'ambito del medesimo, al circondario della Pomerania Anteriore Orientale.

## Da ammirare
Nella cittadina sono degne di una visita la "Porta di Anklam", la Marienkirche, la roccaforte con il suo monumento, che ricorda la cristianizzazione del 1128 ad opera di Ottone di Bamberga e i resti del Hubbrücke Karnin/Zecherin.

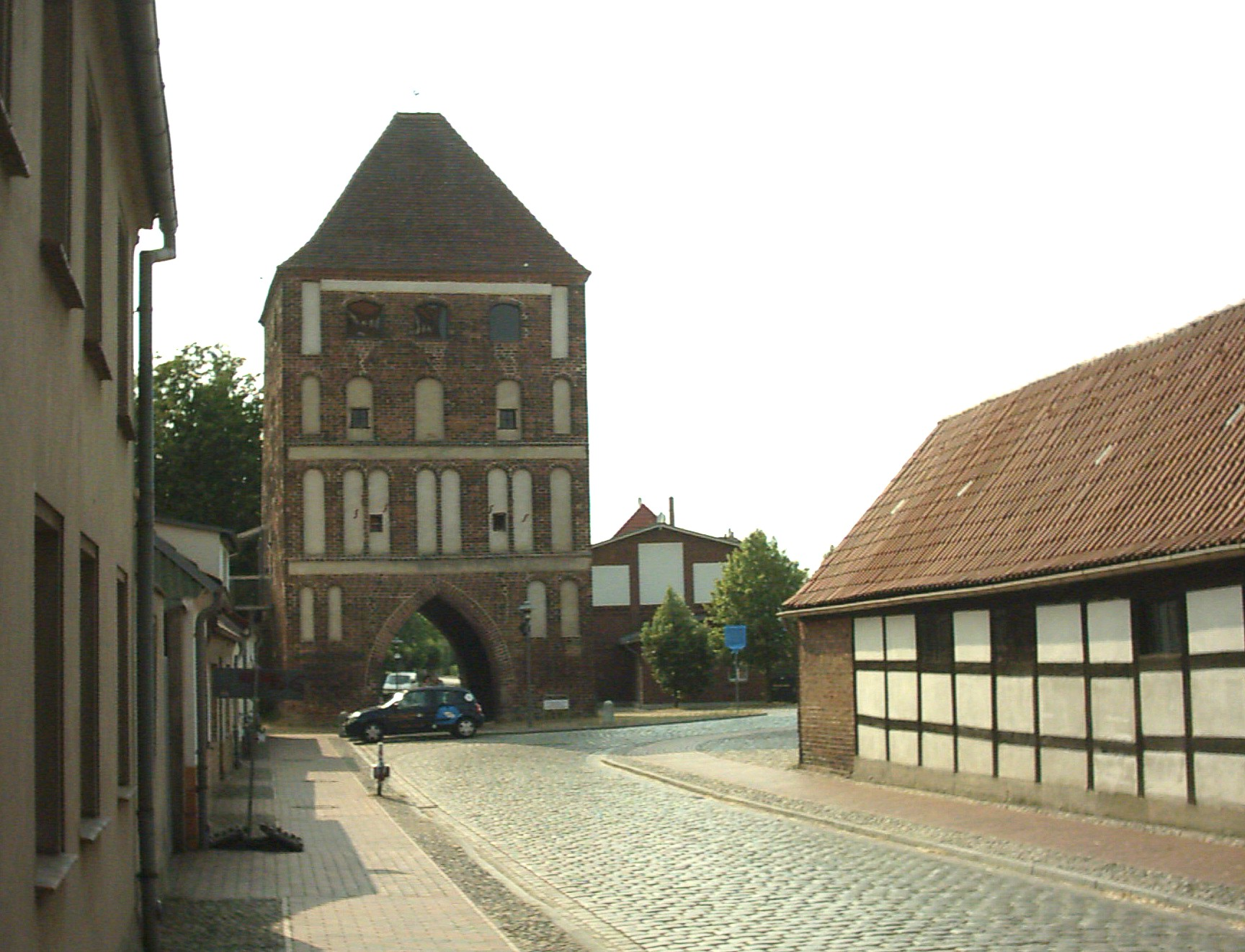
La "Porta di Anklam"
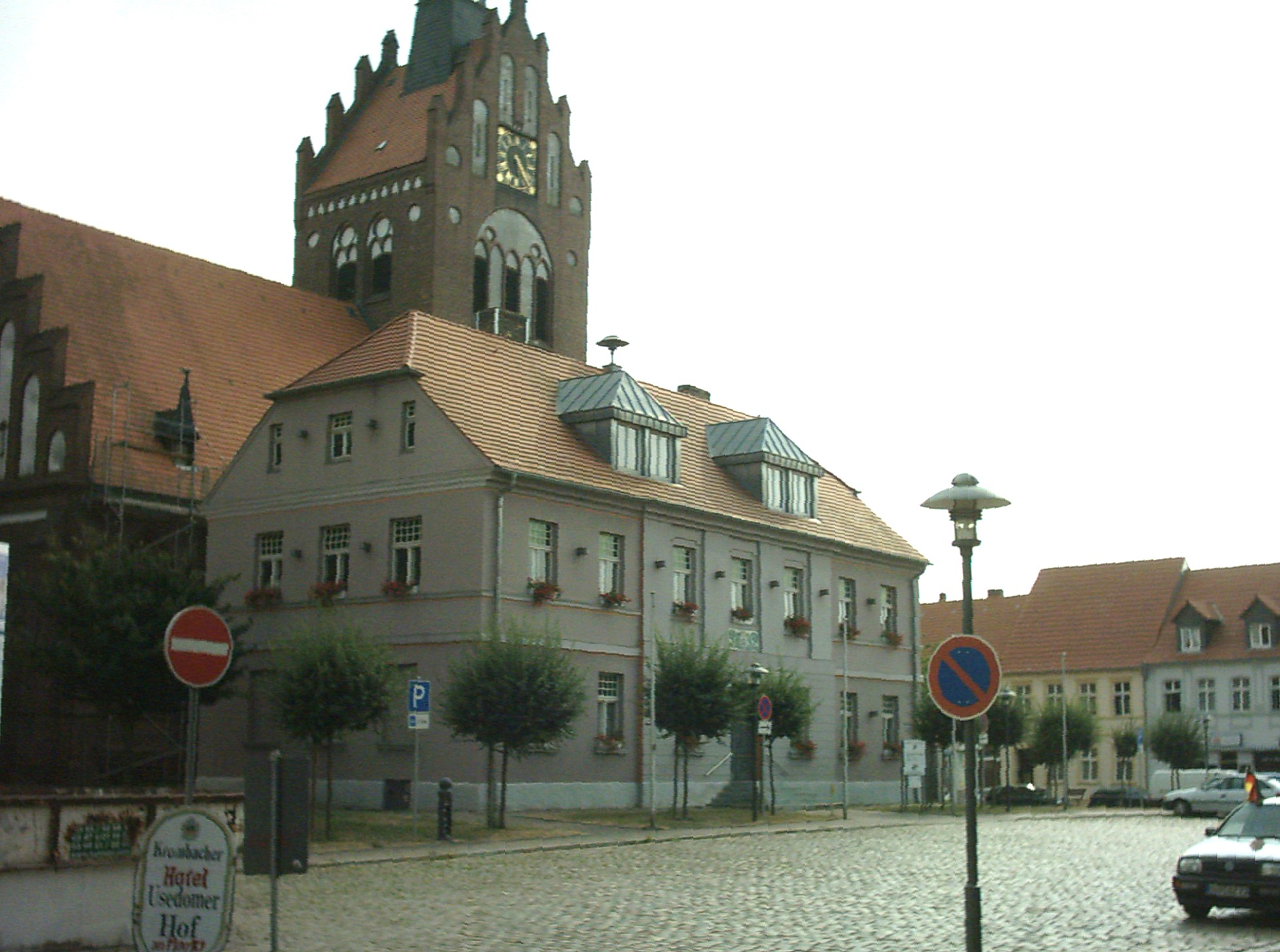
Municipio e chiesa cittadina
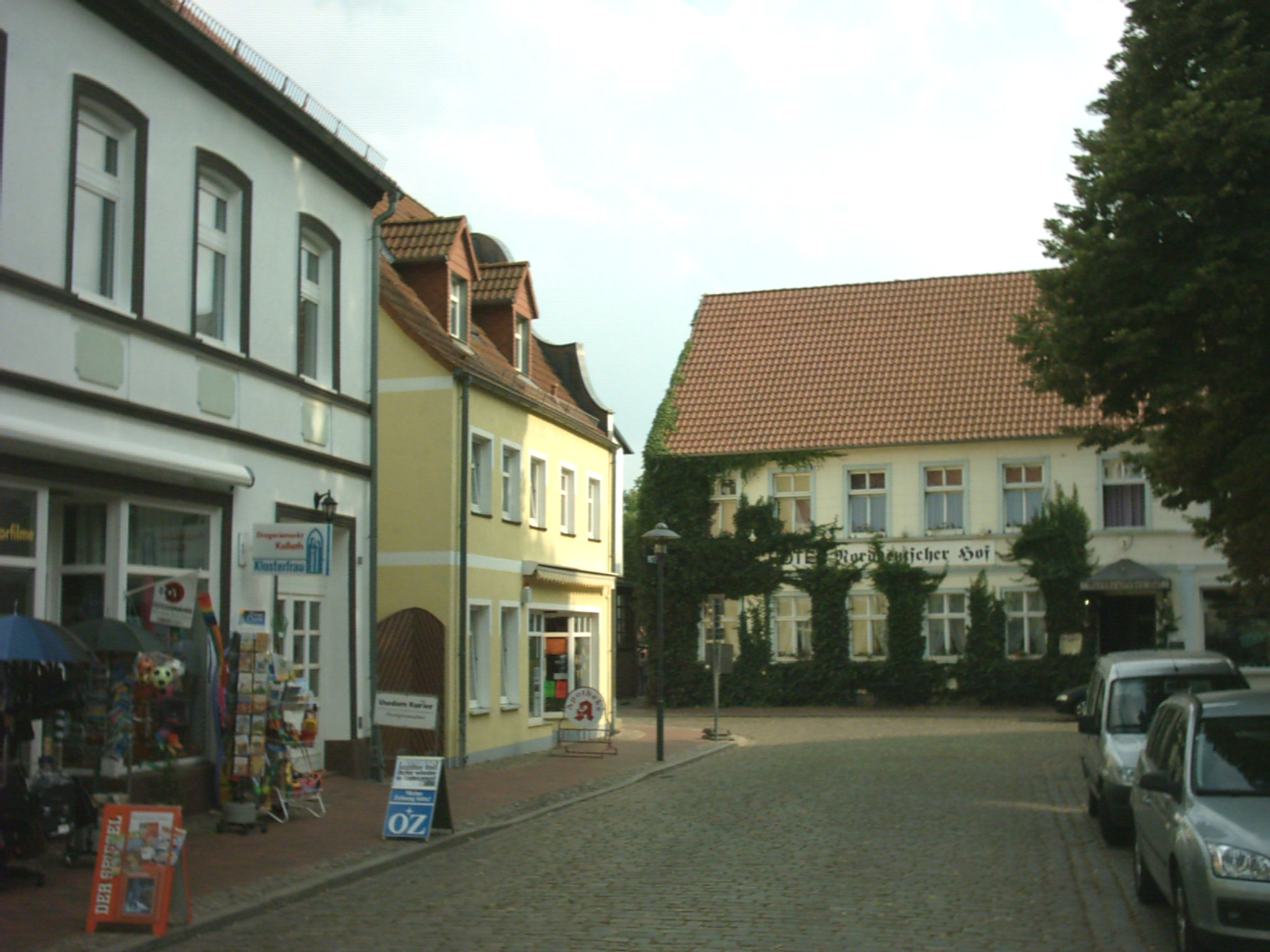
Centro storico
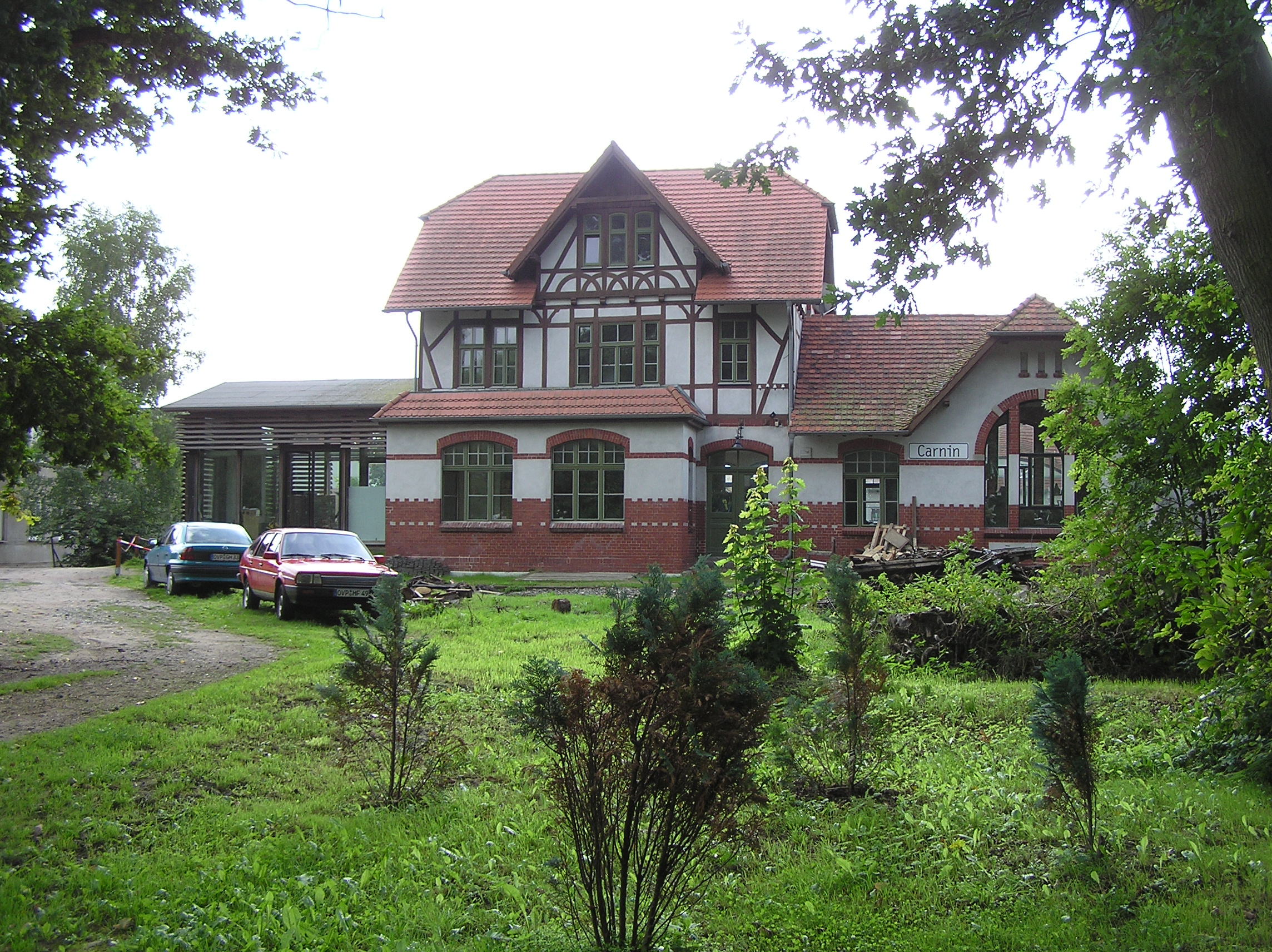
L'antica stazione ferroviaria a Karnin
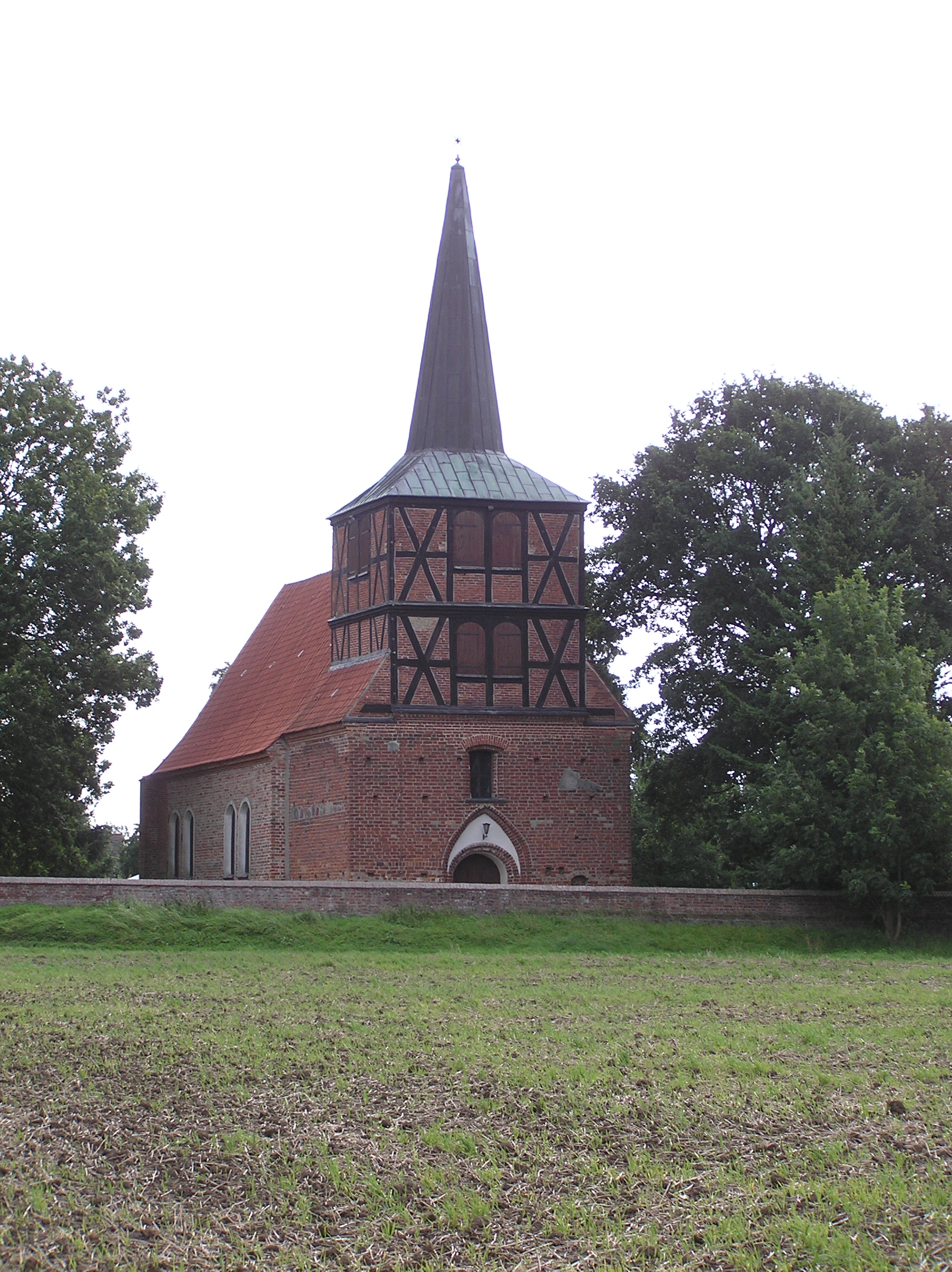
chiesa in Mönchow
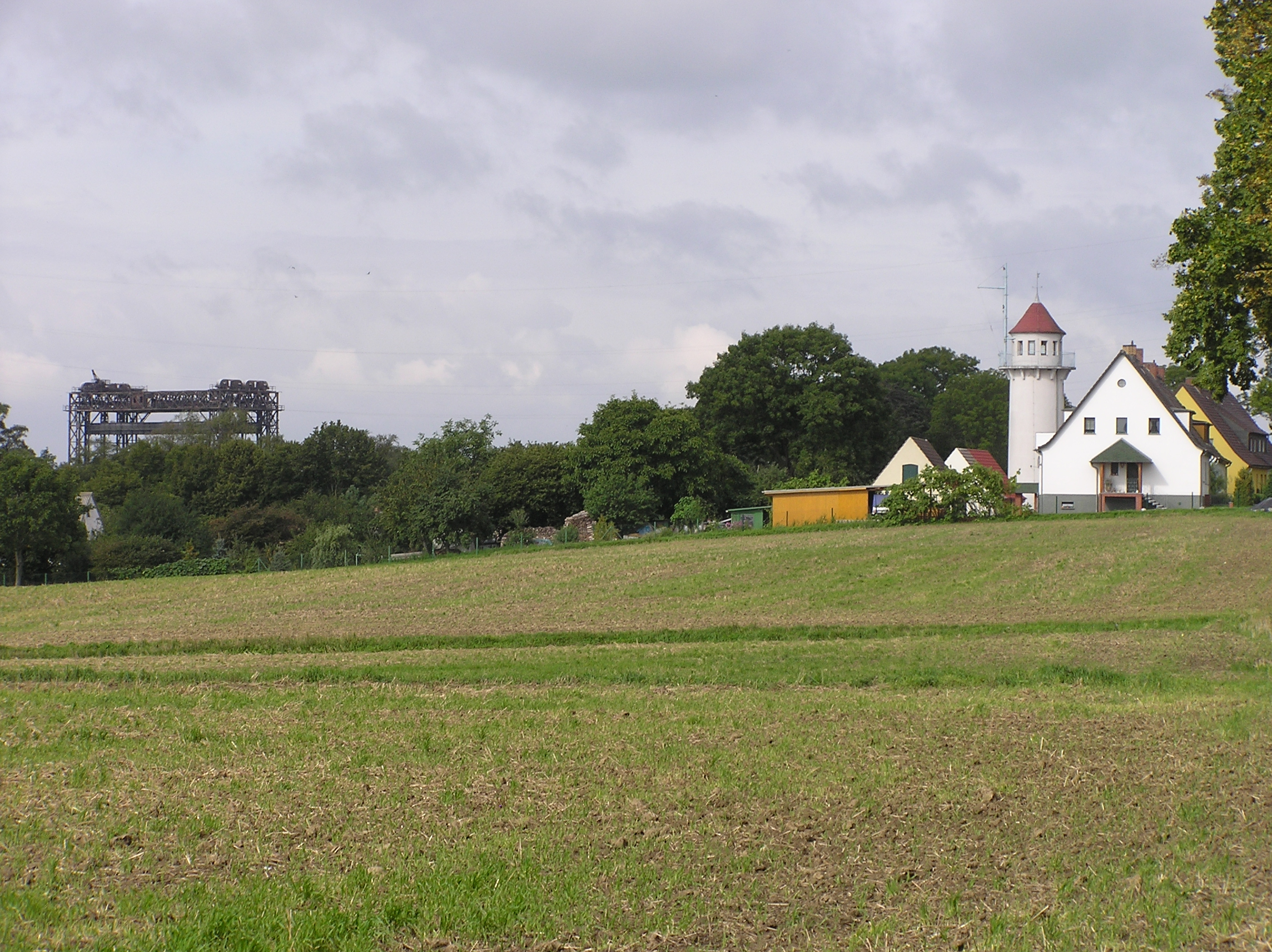
Lotsenturm e lo Hubbrücke di Karnin

## Trasporti e collegamenti
Attraverso la città passa la strada federale 110. Fino al 1945 la città aveva una stazione ferroviaria sul tratto Ducherow–Swinemünde, la quale oggi ospita la sede del Parco naturale dell'isola di Usedom. Per il tardo 2015 è previsto la rimessa in funzione del collegamento ferroviario, che accorcerebbe di un paio d'ore il viaggio fino a Berlino. Usedom ha un piccolo porto sul "lago di Usedom" con uno stretto collegamento con la laguna di Stettino.